# 최룡해
최룡해(崔龍海,표준어: 최용해 ,1950년 1월 15일 ~ )는 조선민주주의인민공화국의 정치인이자 조선인민군 군인이다. 또한 조선민주주의인민공화국 최고인민회의 상임위원장이다.

## 주요 이력
조선민주주의인민공화국 국무위원회 제1부위원장 겸 조선로동당 중앙위원회 부위원장, 조선로동당 중앙위원회 정치국 상무위원 등을 지냈으며 최고인민회의 상임위원회 위원장이다. 조선인민군 대장이 되었고, 뒤에는 차수로 진급했다. 최현 인민무력부장의 차남(둘째 아들)이다.
다른 한편 최룡해의 차남 최성(崔城)은 슬하 2녀(최룡해의 두 손녀)가 있는데 최성(崔城)은 두 전처와 사이에 각각 딸을 얻는 등 슬하 2녀를 득녀하였으며 두 번씩 이혼 후 김여정(김정일의 막내딸)을 세번째 부인으로 결혼하였다.

## 생애
1950년 1월 15일 황해남도 신천군에서 태어났다. 아버지 최현의 후광으로 만경대혁명학원에서 수학하였다. 1967년 9월 인민군에 입대하였으며, 김일성종합대학에서 정치경제학을 전공했다. 사로청중앙위원회 부부장, 부장, 부위원장을 거쳐 김일성사회주의청년동맹 중앙위원회1비서, 당중앙위원회 부부장, 황해북도당 책임비서를 지냈다. 그리고 2010년 9월부터 당중앙위원회 비서로 있다. 2010년 9월, 조선인민군 대장으로 승진했다.
2010년 9월에 열린 조선로동당 제3차당대표자회에서 당중앙위원회 정치국 후보위원에 선임되었으며, 2012년 4월 11일 제4차 당대표자회에서 당정치국 상무위원 겸 당중앙군사위 부위원장에 선출되었다. 또한 총정치국장으로 임명되었다.
2013년 핵 실험 이후 특사의 자격으로 2013년 5월 중화인민공화국을 방문하였다.
2014년 10월 4일, 국방위원회 부위원장 황병서, 조선로동당 대남 담당 비서 김양건과 함께 2014년 인천 아시안 게임 폐막식 참석을 위해 대한민국을 방문했다.
2015년 한 때 좌천되었으나 다시금 복귀하여 조선로동당 근로단체담당 비서가 되었고, 2016년 5월 9일 조선로동당 제7차 당대회에서 조선로동당 중앙정치국 상무위원에 재진입하면서 다시금 권력의 정점에 서 있음을 과시하였다. 새롭게 생긴 당 중앙위원회 부위원장에도 임명되었다.
그리고 2019년에 제14기 최고인민회의에서 최고인민회의 상임위원회 위원장에 선출되는데에다가 조선민주주의인민공화국 국무위원회 제1부위원장에도 임명되었다,

## 가족 관계
- 아버지 최현
- 아들 최준, 최성